# اوتهیان
اوتهیان (به انگلیسی: Othian) یک روستا در پاکستان است که در پنجاب واقع شده‌است.